# Flughafen Zadar

i7
i11
i13
Der Flughafen Zadar (kroat.: Zračna luka Zadar, engl. auch Zadar Airport) ist der internationale Flughafen von Zadar im dalmatinischen Teil Kroatiens. Er liegt wenige Kilometer östlich Zadars, westlich der Gemeinde Zemunik Donji.
Neben dem zivilen Luftverkehr nutzen die kroatischen Luftstreitkräfte die Einrichtung als Militärflugplatz, sie bezeichnen ihn als Zrakoplovna baza Zemunik und nutzen ihn unter anderem als Basis von Hubschraubern.

## Lage und Verkehrsanbindung
Der Flughafen liegt 7 km östlich des Stadtzentrums von Zadar, in der Nähe des Ortes Zemunik Donji.
Mit dem Pkw ist der Flughafen unter anderem über die Autobahn A1 zu erreichen. Neben dem Terminal befinden sich ein Parkplatz mit 425 Stellplätzen und ein Abstellplatz für Mietwagen.
Weiterhin verkehrt ein Shuttlebus zwischen dem Hafen im Stadtzentrum, dem Busbahnhof und dem Flughafen von Zadar. Nach Ankunft eines Linienfluges am Flughafen fährt der Transferbus unmittelbar danach zum Busbahnhof und zum Hafen. Die Abfahrtszeiten vom Hafen (alter Busbahnhof) und Hauptbusbahnhof zum Flughafen richten sich nach den Abflugzeiten der Linienflüge.

## Militärische Nutzung
Der im Nordwesten westlich der Bahn 13/31 gelegene militärische Bereich ist Heimat des 93. Geschwaders (93. Krilo): Es betreibt zur Zeit (2024) drei fliegende Staffeln.
- 392. Eskadrila Aviona (EA) Fliegerstaffel, ausgerüstet mit PC-9M- und Zlin 242L-Schulflugzeugen
- 393. Eskadrila Helikoptera (EH), Hubschrauberstaffel, ausgerüstet mit Bell 206B-Schulungs- und OH-58-Beobachtungshubschraubern
- 855. Protupožarna Eskadrila (PPE), Feuerlöschstaffel, ausgerüstet mit CL-415- und AT-802F-Löschflugzeugen

Hier ist auch seit 2019 das „Multinational Special Aviation Programme“ (MSAP) beheimatet. Kroatien führt dieses NATO-Programm zur Ausbildung von Helikopter-Crews für Spezialeinsätze, an dem sich daneben Bulgarien Slowenien und Ungarn beteiligen.

## Zivile Nutzung
Das zivile Terminal befindet sich zwischen den beiden Start- und Landebahnen im zentralen Berich des Flughafens.

### Fluggesellschaften und Ziele
Croatia Airlines bedient die Strecke Zadar–Zagreb und Pula täglich; saisonal existieren im deutschsprachigen Raum Flüge von Croatia Airlines von München und Frankfurt. Es bestehen auch Anschlussflüge über Zagreb nach Deutschland, in die Schweiz und nach Österreich. Eurowings fliegt saisonal nach Berlin, Köln-Bonn, Stuttgart und Lufthansa nach München, Düsseldorf, Frankfurt am Main und Berlin. Ryanair bedient im Sommerflugplan Berlin, Hahn, Hamburg, Weeze, Karlsruhe/Baden-Baden, Memmingen, Nürnberg und Wien.
Seit April 2013 ist der Flughafen Zadar eine Ryanair-Basis mit einer stationierten Boeing 737-800. Ryanair bedient aktuell 16 europäische Ziele in Deutschland, Irland, Großbritannien, Frankreich, Belgien, Dänemark, Schweden und Norwegen von Zadar.

### Verkehrszahlen
| Jahr | Fluggastaufkommen | Luftfracht (Tonnen) | Flugbewegungen |
| ---- | ----------------- | ------------------- | -------------- |
| 2023 | 1.230.835         | 0,08                | 6.694          |
| 2022 | 1.102.381         | 1,045               | 6.688          |
| 2021 | 513.093           | 0,274               | 4.981          |
| 2020 | 120.747           | 0,050               | 2.513          |
| 2019 | 801.347           | 2,517               | 5.523          |
| 2018 | 603.819           | 19,953              | 4.941          |
| 2017 | 589.468           | 5,925               | 4.588          |
| 2016 | 520.226           | 26,450              | 4.065          |
| 2015 | 487.226           | 12,791              | 3.962          |
| 2014 | 495.690           | -                   | -              |
| 2013 | 472.539           | -                   | -              |
| 2012 | 371.052           | -                   | -              |
| 2011 | 284.976           | -                   | -              |
| 2010 | 275.224           | -                   | -              |
| 2009 | 215.839           | -                   | -              |
| 2008 | 158.047           | -                   | -              |
| 2007 | 119.579           | -                   | -              |
| 2006 | 65.403            | -                   | -              |